# 사랑의 캔버스
《사랑의 캔버스》(영어: Hope Springs)는 영국과 미국에서 제작된 마크 허먼 감독의 2003년 로맨틱 코미디 영화이다. 콜린 퍼스 등이 출연하였고, 바너비 톰프슨 등이 제작에 참여하였다.

## 출연진
- 콜린 퍼스
- 헤더 그레이엄
- 미니 드라이버
- 올리버 플랫
- 프랭크 콜리슨
- 메리 스틴버전

## 기타 제작진
- 공동 제작: 그레이스 길로이
- 배역: 데버라 어퀼라, 트리샤 우드
- 미술: 돈 테일러
- 의상: 트리시 키팅